# پپه پالائو
پپه پالائو (انگلیسی: Pepe Palau؛ زادهٔ ۲۴ فوریهٔ ۱۹۹۲) بازیکن فوتبال اهل اسپانیا است.
از باشگاه‌هایی که در آن بازی کرده‌است می‌توان به باشگاه فوتبال بارسلونا بی اشاره کرد.